# Plover Point
Plover Point (übersetzt „Regenpfeiferspitze“) ist eine Landspitze bei dem Ort Seacombe im australischen Bundesstaat Victoria.
Die zwischen dem Hauptteil des Lake Wellington und der McLennan-Straße liegende Landspitze ist etwa 1,6 Kilometer lang und bis zu 1,6 Kilometer breit.